# Playa de El Molín del Puerto
La playa El Molín del Puerto se encuentra en el concejo asturiano de Gozón y pertenece a la localidad española De San Martín de Podes . El grado de urbanización y de ocupación son bajos y su entorno es agrícola y ganadero . El lecho tiene pequeñas zonas de arenas de grano medio y de color oscuro. Los grados de urbanización y ocupación son muy bajos.
Para acceder a la playa es conveniente seguir las siguientes recomendaciones: Hay que llegar aAvilés y desde allí tomar la carretera «AS-238» en dirección a Luanco y desviarse a la izquierda por la carretera AS-328 en una glorieta junto al complejo industrial Arcelor en dirección «Laviana- Cabo de Peñas». A la altura de la ría de Avilés tomando la dirección hacia el Cabo Peñas, que sale a la derecha. Es importante recordaar que no debe salirse de la «AS-328». Se superará la señal que indica el ( Barrió  de Monteril) en San Martín de Podes , hasta la siguiente desviación a la izquierda que señala «Molín del Puerto». A partir de esta lugar hay unos dos kilómetros de bajada . 
En la zona oeste de la playa se encuentran restos de un yacimiento «geológico-paleontológico» con gran cantidad de fósiles. También en esta zona está el «castro de El Castiellu». Como el aparcamiento a la llegada es pequeño se debe procurar situar el vehículo de tal forma que facilite la entrada y salida de los más posibles de ellos. Como actividades recomendadas, en la margen derecha, está la pesca deportiva o recreativa a caña y el baño ya que por la horizontalidad del suelo marino y su escaso calado presenta pocas dificultades.